# لورانس أر. هارفي
لورانس أر. هارفي (بالإنجليزية: Laurence R. Harvey)‏ هو ممثل بريطاني، ولد في 17 يوليو 1970 بإنجلترا في المملكة المتحدة.

## وصلات خارجية
- لورانس أر. هارفي على موقع IMDb (الإنجليزية)
- لورانس أر. هارفي على موقع روتن توميتوز (الإنجليزية)
- لورانس أر. هارفي على موقع ألو سيني (الفرنسية)
- لورانس أر. هارفي على موقع أول موفي (الإنجليزية)
- لورانس أر. هارفي على موقع قاعدة بيانات الفيلم (الإنجليزية)
- لورانس أر. هارفي على موقع كينوبويسك (الروسية)